# 武蔵野音楽大学短期大学部
武蔵野音楽大学短期大学部（むさしのおんがくだいがくたんきだいがくぶ）は、埼玉県入間市中神728に本部を置いていた日本の私立大学である。1950年に設置され、1986年に廃止された。

## 概要

### 大学全体
- 埼玉県入間市に所在した日本の私立短期大学で、設置主体は学校法人武蔵野音楽学園。
- 国内で最初に認可された短期大学149校[注 1]の1校として、1950年に1学科体制で開学した[1]。
- 1952年に学科増設により2学科体制となる。以後、増設なし。
- 1982年度の入学生を最後に[注釈 1]、短期大学としての使命を終える[5]。

### 教育および研究
- 音楽教育に特化した専門教育が行われていた。第二部音楽教育学科は、午後4時から午後8時半までの授業となっていた[6]。

### 学風および特色
- 全国の音楽大学でも数少ない夜間部が置かれていた。

## 沿革
- 1949年
  - 10月 文部省[注釈 2]に短期大学[注 2]の設置認可に関する申請を行う[注 3]。なお、学科・専攻は以下の通りとなっている[注 4]。
    - 音楽学科 入学定員80名
- 1950年
  - 3月14日 左記を以て短期大学の設置が文部省[注釈 2]より認可される[12][13]。
  - 4月1日 左記を以て武蔵野音楽大学短期大学部が以下の学科体制にて開学する[注 5]。
    - 音楽学科→音楽教育学科第二部 入学定員80名[16]
- 1952年
  - 4月1日 以下の学科を増設する[注 6]。
    - 音楽科 
      - 作曲専攻 入学定員5名
      - 声楽専攻 入学定員15名
      - 器楽専攻 入学定員30名
- 1953年
  - 3月31日 専攻科の設置が認可され、以下の課程を置く[19]。
    - 音楽専攻
      - 作曲 入学定員1名
      - 声楽 入学定員3名
      - 器楽 入学定員3名
- 1954年
  - 5月1日 学生数[20]/定員
    - 音楽教育学科第二部 197[注 7]/160
    - 音楽科 256[注 8]/100
- 1966年
  - 4月1日 音楽科の入学定員を50[21]→150[22]に増員[23]。
  - 5月1日 学生数[24]/定員
    - 音楽教育学科第二部 105[注 9]/160
    - 音楽科 535[注 10]/200
- 1980年
  - 4月1日 音楽教育学科の学生募集を最終とする[注 11]
- 1980年
  - 5月1日 学生数[27]/定員
    - 音楽教育学科第二部 104[注 12]/160
    - 音楽科 388[注 13]/300
- 1981年
  - 4月1日 キャンパスを入間市に移転。
  - 5月1日 学生数[28]/定員
    - 音楽教育学科第二部 32[注釈 3]/80
    - 音楽科 371[注 14]/300
- 1982年
  - 4月1日 この年度をもって学生募集が終了する[注釈 1]。
  - 5月1日 学生数[29]/定員
    - 音楽教育学科第二部 -/-
    - 音楽科 375[注 15]/300
- 1983年
  - 3月31日 左記を以て、音楽教育学科を正式に廃止[注釈 4]
- 1986年
  - 3月18日 左記をもって正式に廃止[5]。

## 基礎データ

### 所在地
- 東京都練馬区羽沢町1-13：1980年度まで
- 埼玉県入間市中神728：1981年度以降

## 教育および研究

### 組織

#### 学科
- 音楽教育学科第二部 入学定員80名[注 16]
- 音楽科 入学定員150名[注 17]
  - 作曲専攻 入学定員5名[注釈 5]
  - 声楽専攻 入学定員15名[注釈 5]
  - 器楽専攻 入学定員30名[注釈 5]

#### 専攻科
- 音楽専攻
  - 作曲 入学定員1名[注釈 6]
  - 声楽 入学定員3名
  - 器楽 入学定員3名

#### 別科
- なし

#### 取得資格について
- 中学校教諭二級免許状（音楽）
  - 音楽科
  - 音楽教育学科第二部
- 当初は、音楽科・音楽教育学科ともに高等学校教諭免許状（音楽）も併設されていた[37]

## 大学関係者と組織

### 大学関係者一覧
歴代学長
- 福井直秋：1969年4月14日～

## 施設

### キャンパス
- 学生募集が行われていた時分は、現在の武蔵野音楽大学本部に短大を置いていた。キャンパスの詳細は武蔵野音楽大学も参照のこと。

## 対外関係

### 系列校
- 武蔵野音楽大学

## 関連サイト
- 武蔵野音楽大学の沿革と現況